# 貝爾納·卡索尼
貝爾納·勒內·米歇爾·卡索尼（1961年9月4日—）是一名法國前足球員，司職中堅或左後衛。在卡索尼的職業生涯中，他曾效力馬賽及為法國國家隊在1992年歐洲國家盃上陣。現是他是烏季達莫羅迪亞的領隊。

## 生平
貝爾納·卡索尼的父親皮埃爾·卡索尼大部份時間在康城效力，司職後衛，在法乙上陣超過200場。

### 球員生涯
貝爾納·卡索尼於1980年代初在父親的舊球會法乙的康城開始他的職業球員生涯，司職後衛。卡索尼於1984年加盟土倫，並於當年8月17日在作客全新的博茹瓦爾球場對陣南特足球會的比賽中首次上陣，最終以1-3落敗。卡索尼在那裡建立良好的聲譽，這為他在1988年2月2日在圖盧茲與瑞士隊的比賽（2-1勝利）中代表法國隊打開首次為國家隊效力的大門。
幾個月後，卡索尼與讓-呂克·拉加代爾雄心勃勃投資的Matra Racing簽訂合約。在合約只剩下一個賽季時，因為拉加代爾認為球隊成績不佳後退出足壇，卡索尼這個煩人的結局心存怨恨，回到舊東家土倫。在經歷一個出色的賽季後，當時貝爾納·塔皮擁有的法國偉大球會馬賽的大門向他敞開。於是他於1990年與馬賽簽約。卡索尼與博利、卡洛斯·莫澤甚至曼紐埃爾·阿武羅斯在防守位置的競爭很激烈。
1991年5月29日，卡索尼為球會打入歐洲冠軍球會盃的決賽，可惜輸給貝爾格萊德紅星。在此期間，卡索尼最終確定自己在法國隊的正選位置，然後由米高·柏天尼作為領隊帶領他入選的法國隊參加1992年歐洲國家盃。
但1992-93賽季將宣告他職業生涯開始下滑。卡索尼的左手拇指輕微骨折導致他失去在馬賽以及法國隊的正選位置，他在1992年11月14日對陣芬蘭隊（以2-1獲勝）時參加他在法國隊的最後一場比賽。卡索尼也沒有參加1993年5月26日對AC米蘭的1993年歐洲聯賽冠軍盃決賽，甚至直到馬賽1994- 1995賽季亦只能以後備球員出場。
在馬賽在法乙度過的兩個賽季中，卡索尼在1996年讓他與馬塞爾·迪布等人帶領馬賽重回到法甲行列，他決定藉此機會結束自己的職業生涯。

### 馬賽
卡索尼退役後首先在馬賽15歲以下青年隊作為教練，為期兩年（從1996年到1998年）。之後卡索尼一直執教預備隊，直到1999年12月接手隊。他接替在1999年秋季因成績不佳而辭職的羅蘭·庫爾比斯，真正開始了他的職業教練生涯。卡索尼將一直坐在馬賽領隊的位置上，直到1999-2000球季結束，當時球隊在經歷一個災難性的賽季後，排名第15位，險些降級到法甲。

#### 維昂
2010年1月20日，卡索尼被任命為維昂的領隊，當時該球會是法國全國聯賽的榜首，但經歷一段低迷的時期，近績只能獲得24分中的9分。卡索尼卻帶領維昂連續兩次升職，先是升上法乙，然後再升上法甲。2012年1月2日，卡索尼在冬季轉會窗時呈辭。

#### 歐塞爾
2012年12月2日，卡索尼在让-居伊·瓦莱姆離開後加盟歐塞爾，合約為期18個月。歐塞爾隨後在法乙中排名第16，並在兩個盃賽中被淘汰，這些令卡索尼的任務很簡單。卡索尼在2013年2月取得名顯的改善。卡索尼掌管著一支前途無量的員工隊伍，由年輕的克里斯托弗·朱利安、韋利·保利、施巴斯坦·賀拿、保羅·尼特普、耶耶·辛洛高以及有經驗的球員如奧利維耶·索蘭、昂日巴爾、阿達馬·庫利巴利、丹尼斯·奧利耶赫、安東尼·拿泰歷及奧利維爾·卡普。 因此，卡索尼帶領球會在法乙名列第九。他還與尼特普建立親密關係，尼特普認為他是他所擁有的最好的領隊之一，將他從“孩子變成了年輕人”。
2013年8月，歐塞爾及其新任主席居伊·科特雷的唯一目標再次是護級。卡索尼須應對不斷減少的預算。從去年法甲的4000萬歐元到2012-2013年的2100萬歐元，而2013-14球季目標是1400萬歐元。直到2014年1月，該計劃都按序進行，球會在第10到第13名之間徘徊。然後球會倚賴尼特普（10次出場，包括7次首發，5個入球及1次助攻），但是1月份卻以500萬歐元的價格將尼特普賣給雷恩足球會。2月開始形勢急轉直下，歐塞爾跌至第17位，連續5場不勝為卡索尼敲響喪鐘。2014年3月17日，卡索尼被歐塞爾解僱，球會僅比法乙的降班區只高出一分。

### 華倫西恩斯
2014年7月17日，經過8個賽季的征戰，華倫西恩斯開始升班參與法甲聯賽。在經濟和體育不景氣的情況下，卡索尼被让-路易·博洛選中，讓這家北方球會在法甲重新站穩，並簽下一份合約延長兩個賽季。復工前兩周半，他負責一支由十五人組成的隊伍，然後等待不少於六到八位球員的加盟，組成一支有競爭力的隊伍。然後他宣布他的球隊在缺乏場地和戰術基準的情況下很可能以零分結束八月份。最終四週後，球會只得第19位。9月至12月的戰績喜憂參半：在13場法甲比賽中，瓦朗謝訥以6勝1和6負的成績晉升第9位。
在法甲的第18週至第25週之間，華倫西恩斯僅獲得一分，然後從第18週開始首次護級。由於這些賽果，卡索尼於2015年2月24日被解僱，由U19隊的教練達維德·勒弗拉佩接任。此次解僱後，卡索尼將向陷入困境的球會要求130萬歐元的賠償。2017年11月30日，杜埃上訴法院就其與華倫西恩斯不和一案進行判決。上訴法院因不當終止合約判給卡索尼364,000歐元賠償。

#### 維迪
2015年6月11日，卡索尼與匈牙利衛冕冠軍球會維迪簽訂為期兩年的合約。球會因此參加歐洲冠軍聯賽的預賽。在艱難戰勝威爾士球會新聖徒後，第三輪被鮑里索夫打敗出局，球會也在聯賽中舉步維艱。值得注意的是球會三連敗，這是維迪自2007年10月以來從未發生過。在這些糟糕的結果（10場正式比賽，2勝2和6負，其中5場聯賽中有4場失利）之後，卡索尼於2015年8月19日被辭退。
在接受匈牙利體育雜誌Nemzeti Sport採訪時，卡索尼表示他對維迪感到失望，因為球會讓他們的主力球員（尼曼查、卡拉塔尤德和尚多爾）被其他球會收購，並且沒有簽下新的優秀球員來取代他們。在採訪中，卡索尼也表示像亞當·久爾索和伊斯特瓦恩·科瓦奇這樣的球員素質一般。

### 羅連安特
2016年11月8日，在17天沒有領隊的情況下，雖然已經接觸過羅蘭·庫爾比斯、雷米·加爾德、埃利·博普、埃里克·鲁瓦和于貝爾·富尼耶等名領隊，羅連安特最終選擇卡索尼代替由於球會成績不佳而被解僱的西爾萬·里波爾。卡索尼面對重重困難，當接以4分的成績在法甲中排名榜尾第20位。卡索尼作為一名著重防守型戰術領隊和比賽打法不太華麗，似乎並不符合前任領隊基斯頓·哥古夫和西爾萬·里波爾在該莫爾比昂球會所體現的比賽價值觀。該布列塔尼球會的體育主管亞歷克斯·海斯並沒有隱瞞卡索尼被選中是因為他的領導才能、領袖氣質和著重防守基礎，當時球會每場比賽平均失球接近兩球。合約延長至賽季結束，並可選擇再續約一年，因此他以“救火員”的身份來到法甲，以延續球會的法甲聯賽席位。繼羅連安特護級失敗而降班，卡索尼於2017年5月30日被解僱。

### 阿爾及爾莫羅迪亞
2017年8月10日，卡索尼在復賽前一周與MC阿爾及爾（阿爾及爾莫羅迪亞）簽下一年合約，該賽季球會在聯賽中排名第二，獲得下一屆非洲聯盟盃的參賽資格，同時也打入2018年非洲聯賽冠軍盃八強，即使他沒有贏得冠軍，對於球迷來說，給球會出線非洲聯賽冠軍盃身份也是一項偉大的成就。隨著時間的推移，卡索尼贏得球迷的尊重，他們無法想像MC阿爾及爾在沒有卡索尼擔任領隊的情況下出戰新賽季。
2018年8月30日，在2018年非洲聯賽冠軍盃中成績不佳並慘遭淘汰後，MC阿爾及爾的管理層教練兼體育總監卡邁勒·卡西-賽義德決定與卡索尼分道揚鑣。

### 艾哥爾
2018年9月25日，卡索尼成為領隊與艾哥爾一起參加卡塔爾星級足球聯賽。四個月後，卡索尼卸任。

### 重回阿爾及爾莫羅迪亞
2019年5月，卡索尼重返MC阿爾及爾，然後於2020年1月再次離開。

### MC奧蘭
020年8月29日，卡索尼與MC奧蘭簽約，標誌著他重返阿爾及利亞球壇。卡索尼參加球會季前賽的準備工作，然後參加冠軍賽的啟動，但在7天後友好分手，卡索尼於2021年1月13日離開球會。

## 榮譽

### 球員
馬賽
- 法甲：1990–91及1991–92
- 歐洲聯賽冠軍盃冠軍：1992–93；亞軍：1990–91
- 法乙：1994–95

### 領隊
維迪
- 匈牙利超級盃亞軍：2015[3]

## 外部鏈接
- Player biography[永久] (Sport24.com). （法語）
- Bernard Casoni: Player stats. (Om-passion.com) （法語）